# Plastisol
Un plastisol [étymologie possible : « plasti(que) + sol(vant) »] est une pâte obtenue par dispersion colloïdale d'une résine synthétique poudreuse dans un plastifiant liquide.
Un plastifiant est équivalent à un solvant lourd (masse molaire élevée), peu volatil (faible tension de vapeur). Ce diluant doit être miscible en toutes proportions avec le polymère.
Un plastisol particulièrement important est celui constitué de poly(chlorure de vinyle) (PVC).
Les producteurs de polymères fournissent aux transformateurs la matière d'œuvre (matière non transformée) PVC sous diverses présentations : résines en poudre, mélanges secs (Dry Mix), granulés (compounds) et plastisols. La poudre est la seule présentation exempte de plastifiant.
Le PVC souple (plastifié) représente environ 30 % de la consommation de PVC en 2001. Le taux de plastifiant peut varier de 5 parties (obtention d'un PVC semi-rigide) jusqu'à 50 parties pour 100 parties en masse de résine (pcr) (PVC souple). On obtient ainsi divers grades de PVC flexibles.

## PVC plastisol

### Préparation

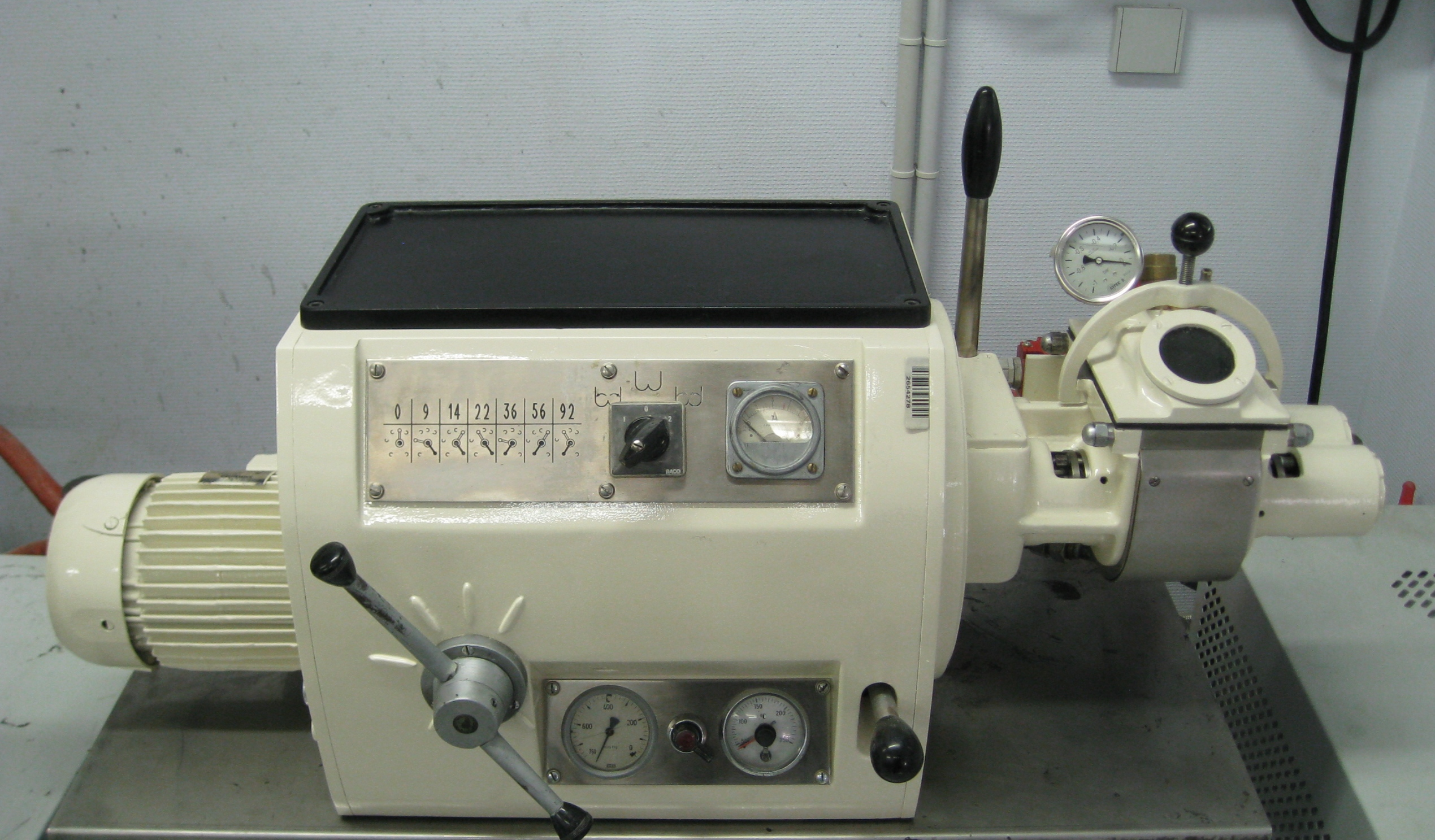
Malaxeur à pales en Z d'une capacité de 1 L utilisé en formulation en laboratoire.

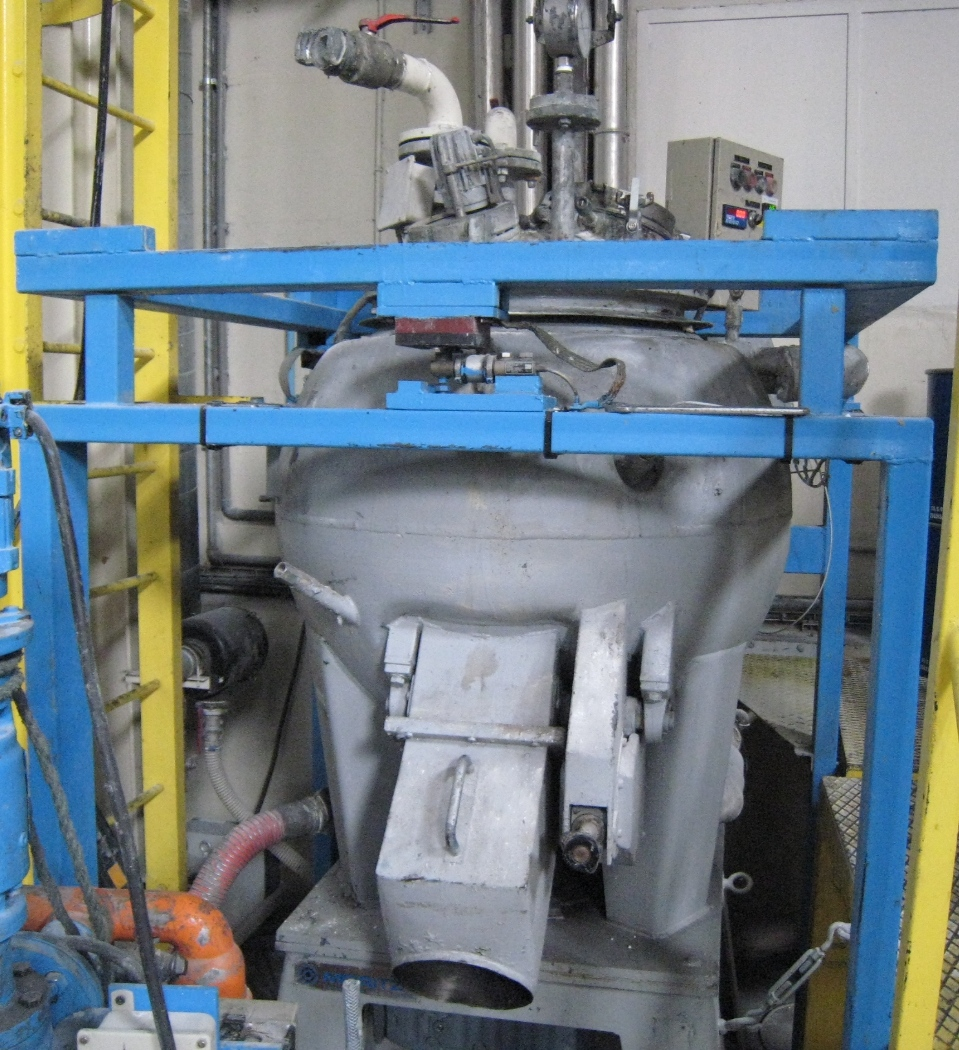
Turbosphère pilote de 200 L.

La pâte est préparée par prégélification à froid d'un PVC fabriqué par le procédé de polymérisation en masse ou par le procédé en suspension dans un plastifiant (ex. : phtalate d'alkyle) (DINP…) ou un mélange plastifiant.
La dispersion est réalisée par agitation à température ambiante, au moyen d'un malaxeur comportant deux « pales en Z » contrarotatives, d'un mélangeur planétaire ou d'une turbosphère, par exemple. Une autre technique utilise le calandrage, associant l'homogénéisation à la mise en forme, pour produire des films ou des feuilles d'une certaine épaisseur. La plastification facilite le travail sur machines ; l'usage d'une extrudeuse bi-vis est superflu.
La consistance et la viscosité dépendent du type de résine, de sa granulométrie, du type et du taux de plastifiant. Si la consistance du plastisol est trop épaisse, il est possible de le fluidifier légèrement par ajout d'un organosol (ex. : solvant aliphatique désaromatisé) en faible quantité. D'autres constituants (charges minérales telles le carbonate de calcium pulvérulent, additifs) sont souvent présents dans le formulat.
Une filtration sur tamis métallique fait suite au mélangeage.

### Gélification
Le PVC plastisol durcit finalement après cuisson entre 135 et 160 °C (suivant le taux de plastifiant) pendant plusieurs minutes, car il s'est produit une gélification totale (formation d’un matériau solide) ; ce processus est irréversible. La température de transition vitreuse de l'objet diminue si la proportion de plastifiant augmente [la solvatation (qui n'est que partielle) des chaînes moléculaires diminue la cohésion qui joue un rôle vis-à-vis du phénomène de transition vitreuse]. La Tg peut varier de 80 °C (PVC rigide) à −40 °C, soit un abaissement de 120 °C par ajout de plastifiant.

### Applications
Les PVC plastisols, facilement déformables, ont de multiples applications ; le procédé (en continu) de mise en œuvre par enduction est le plus répandu.
Fabrication de :
- tissus enduits (succédanés du cuir (simili-cuir) en maroquinerie, skaï, mobilier, vêtements, revêtements de sol, etc.) ;
- corps creux par rotomoulage (poupées, ballons, etc.) ;
- revêtements de surfaces métalliques par trempage (manches d'outils, égouttoirs, etc.) ;
- mastics souples, à faible coût, pour fonction d'étanchéité, de calage et d'anti-gravillonnage pour automobile.